# Шили (Кызылординская область)
Шили (каз. Шилі) — село в Казалинском районе Кызылординской области Казахстана. Входит в состав Шакенского сельского округа. Код КАТО — 434465400.

## Население
В 1999 году население села составляло 232 человека (110 мужчин и 122 женщины). По данным переписи 2009 года, в селе проживало 247 человек (119 мужчин и 128 женщин).